# 三星産業貿易
三星産業貿易株式会社（英文社名：MITSUBOSHI C.I.CO.,LTD）は、各種蝶ナット、蝶ボルト、手で締めるねじ類の製造、販売するメーカーである。

## 主力製品・事業
- 蝶ボルト・蝶ナット
- ノブボルト・ノブナット

## 主要事業所
- 本社 - 大阪府東大阪市高井田元町2丁目15番12号

## 沿革
- 1938年（昭和13年） - 昭和銑鉄鋳造所として創業。
- 1950年（昭和25年） - 三星鋳物工業株式会社を設立。
- 1954年（昭和29年） - 貿易業務併業に伴い三星産業貿易株式会社を設立。
- 1957年（昭和32年） - 可鍛鋳鉄製蝶ナット（鷲星印）の製造を開始する。
- 1961年（昭和36年） - 蝶ボルト製法特許を受け、製造を開始する。
- 1964年（昭和39年）
  - ノブネジ、冷間圧造製蝶ナットの製造販売に着手する。
  - 輸出貢献企業として認定書を授与さる。
- 1990年（平成2年） - 繊維製品、日用雑貨品の輸入販売を行う。
- 2000年（平成12年） - 品質保証システム国際規格ISO9002取得
- 2003年（平成15年） - 品質保証システム国際規格ISO9001取得
- 2007年（平成19年） - 三重工場新設、　本社新築

## 関連会社
- ㈱ジェイエヌコーポレーション